# IT/イット “それ”が見えたら、終わり。
『IT／イット “それ”が見えたら、終わり。』（原題: It）は、2017年のアメリカ合衆国の青春超自然的ホラー映画。R15+指定。
スティーヴン・キングの1986年の小説『IT』を原作としている。1990年のトミー・リー・ウォーレス監督のミニシリーズに続き、2度目の映像化である。1度目の映像化から27年後での再映像化は、劇中でペニーワイズが27年毎に現れる設定に則ったものである。
監督はアンディ・ムスキエティ、脚本はチェイス・パーマー、キャリー・フクナガ、ゲイリー・ドーベルマンが務め、ビル・デンブロウ役でジェイデン・リーバハーが、ペニーワイズ役でビル・スカルスガルドがそれぞれ主演を務める。
2017年9月5日にロサンゼルスでプレミア上映され、2017年9月8日に2DとIMAXで全米公開さた。数々の興行記録を打ち立て、全世界で7億100万ドル以上の興行収入を記録し、R指定映画としては歴代5位の興行収入を記録した。インフレーション調整をしていない状態では、ホラー映画としては史上最高の興行収入を記録した。
批評家からは、演技、演出、撮影、音楽などが高く評価され、多くの人がスティーヴン・キングの映画化作品の中で最も優れた作品の一つであると評価している。数多くの賞を受賞し、ワシントンD.C.地域映画批評家協会からは、アンサンブル演技賞を含む2つの賞にノミネートされた。また、批評家選出映画賞の最優秀SF/ホラー映画賞にもノミネートされた。
続編となる『IT/イット THE END “それ”が見えたら、終わり。』は2019年9月6日に公開された。

## キャスト
- ビル・デンブロウ（英語版） - ジェイデン・リーバハー（田谷隼）

吃音の少年。「負け犬（LOSERS）クラブ」のリーダー。
- ベン・ハンスコム - ジェレミー・レイ・テイラー（田村睦心）

転校してきたばかりの太めの少年。街の秘密を調べている。
- リッチー・トージア（英語版） - フィン・ウォルフハード（平田真菜）

ビルの親友である眼鏡の少年。好きなゲームはストリートファイター。
- ベバリー・マーシュ（英語版） - ソフィア・リリス（近藤唯）

いじめを受けている大人びた少女。父親から性的暴行を受けている事が示唆されている。
- スタンリー・ユリス - ワイアット・オレフ（地蔵堂武大）

ユダヤ系の少年。ラビの息子。
- マイク・ハンロン - チョーズン・ジェイコブス（渡辺拓海）

アフリカ系の少年。家業である屠殺業の見習い修行中。
- エディ・カスプブラク - ジャック・ディラン・グレイザー（小林由美子）

喘息持ちの少年。過干渉の母親に行動を縛られている。
- ペニーワイズ / ボブ・グレイ（英語版） - ビル・スカルスガルド（多田野曜平）

子供たちにしか見えない不気味なピエロ。
- ジョージー・デンブロウ（英語版） - ジャクソン・ロバート・スコット（宇山玲加）

ビルの幼い弟。雨の日に行方不明となる。
- ヘンリー・バワーズ - ニコラス・ハミルトン（英語版）（平井貴大）

ベンやマイクらに執拗な暴行を加えている不良グループのリーダー。警官の息子。
- ベルチュ・ハギンズ - ジェイク・シム（岡井カツノリ）

不良グループのメンバーの一人。
- パトリック・ホックステッター - オーウェン・ティーグ（白石兼斗）

不良グループのメンバーの一人。暴行中に隙をついて逃亡したベンを探して下水管に入り、そのまま行方不明になる。
- ビクター・クリス - ローガン・トンプソン（榎木淳弥）

不良グループのメンバーの一人。
- グレッタ - メーガン・シャルパンティエ（森千晃）

ベンのクラスメイト。
- ミスター・マーシュ - ステファン・ボガルト（田中正彦）

べバリーの父親。べバリーに暴力を振るっている。
- シャロン・デンブロウ - ピップ・ドワイヤー

ビルの母親。
- ザック・デンブロウ - ジェフリー・ポウンセット（志賀麻登佳）

ビルの父親。
- ラビ・ユリス - アリ・コーエン

スタンリーの父親。
- スタンリーの母 - ジャネット・ポーター
- リロイ・ハンロン - スティーヴン・ウィリアムズ

マイクの祖父。
- ソニア・カスプブラグ - モリー・アトキンソン（恒松あゆみ）

エディの母親。
- バワーズ警察官 - スチュアート・ヒューズ（さかき孝輔）

ヘンリーの父親。
- キーン - ジョー・ボスティック（飛田展男）

グレッタの父親。
- スターレット - エリザベス・ソーンダース（神田みか）

デリー図書館（児童図書館）の担当。
- ホーボー - ハビエル・ボテット

## 製作
このプロジェクトは2009年から継続的に開発されていた。映画化の企画は、大きく分けて2つの段階を経ている。当初は、2009年から2015年までキャリー・フクナガが担当し、脚本家のデヴィッド・カイガニックが初期に貢献した。また、アンディ・ムスキエティが担当し、フクナガは以前の脚本提供のために何らかの形で残ることになった。

### デヴィッド・カイガニック（2009–2010）
2009年3月12日、バラエティは、ワーナー・ブラザース・ピクチャーズがスティーヴン・キングの小説を映画化し、デヴィッド・カイガニックが脚色し、ダン・リン、ロイ・リー、ダグ・デイヴィソンが作品をプロデュースすると報じた。カイガニックは、ワーナー・ブラザースがキングの小説を映画化する計画があることを知り、この仕事を狙った。ワーナー・ブラザースが『IT』を1本の長編映画にすることを約束していたことを知っていたカイガニックは、ワーナー・ブラザースの規定の1つである120ページ前後で、2つの異なる時代にこれだけの数のキャラクターを収容できる構成を考えようと試み始めた。リン、リー、デイヴィソンとは『インベイジョン』（2007年）で一緒に仕事をしており、彼らが優れたストーリーテリングを支持してくれること、そして脚本の第1稿をしっかりと仕上げる時間を与えてくれることを知っていた。カイガニックは、リメイク版の舞台を「1980年代半ばと現在」とし、キングが本作で用いた20年以上の空白期間を反映させ、すべての登場人物のバックストーリーに細心の注意を払った。

### キャリー・フクナガ（2012–2015）
2012年6月7日、ハリウッド・リポーターは、キャリー・フクナガが監督としてプロジェクトに参加し、チェイス・パーマーと共同で脚本を執筆することを明らかにした。また、ロイ・リーとダン・リンがプロデュースを担当し、セス・グレアム＝スミスとカッツスミス・プロダクションズのデビッド・カッツェンバーグも参加している。2014年5月21日、ワーナー・ブラザースは、本作をニュー・ライン・シネマ部門に移し、監督業務はニュー・ラインのウォルター・ハマダとデイヴ・ノイスタッター、ワーナー・ブラザースの制作担当副社長のニイジャ・カイケンダルが行うことを発表した。2014年12月5日、ダン・リンはインタビューで、1作目は「イット」に苦しめられた子供たちの青春物語で、2作目は時間を飛び越えて、同じキャラクターたちが大人になっても団結して戦いを続けることになると発表した。また、フクナガは第1作目の監督のみを担当し、第2作目の共同脚本を担当する契約を結んでいることも明かした。
2015年2月3日、福永はスレートからインタビューを受け、ペニーワイズの役割について誰かを念頭に置いていると述べながら、それについて話しました。  2015年3月3日、福永はこの映画について、特に「ペニーワイズをプレイするのに最適な男」を見つけるという彼の目標に言及しました。福永はまた、彼、カイガニッチ、パーマーが脚本の名前と日付を変更したことを明らかにし、その精神は彼が映画館で見たいものと似ていると付け加えた。」  2015年5月4日、福永がオーディションで「吹き飛ばされた」後、ウィル・ポールターがペニーワイズを演じるためにキャストされたことが正式に発表されました。  タイシンプキンスは敗者クラブのメンバーの1人を演じると考えられていました。 
2015年5月25日、フクナガが『It』の監督を降板したと報じられた。TheWrapによると、フクナガはスタジオと衝突し、第1作を3,000万ドルで許可したニュー・ラインによる製作費削減の影響で、自分の芸術的ビジョンを妥協したくなかったとされている。しかし、フクナガは事実と異なると主張し、物語の方向性をめぐってニュー・ラインとの間に大きな意見の相違があったと述べている。「私は型破りなホラー映画を作ろうとしていた。彼らの標準的なジャンルの観客を怒らせないようにするために、製作費をかけてお金を回収できるというアルゴリズムには適合しなかった」。フクナガは、製作費は全く問題なかったこと、そしてペニーワイズを単なるピエロではない存在にしたかったことを述べた。最終的にフクナガは、「私たちは何年もかけて、たくさんの逸話をこの作品に注ぎ込んだ。チェイスと私は、自分たちの子供時代をその物語に託した。だから、私たちが一番恐れていたのは、彼らが私たちの脚本を盗んで、台無しにしてしまうのではないかということだった。だから、彼らが脚本を書き直してくれることに感謝している。私たちの子供時代の思い出を盗んでほしくはないし、それを使ってキングの精神を尊重していたが、アップデートする必要があった。キングは初期のドラフトを見て、それを気に入ったようだ」と語った。監督の降板について、キングは次のように書いていた。「リメイク版『IT』は死んでも、死んで活動を続けても、ティム・カレーはいるよ。彼はまだデリーの下水道に浮かんでいる」。

### アンディ・ムスキエティ（2015–2017）
2015年7月16日、アンディ・ムスキエティが『IT』の監督に向けて交渉中であることが発表され、ニュー・ラインはムスキエティのビジョンに合わせて脚本を仕立てるために新たな脚本家探しを始め、ムスキエティの妹であるバーバラ・ムスキエティがプロデューサーとして参加する可能性も確認され、リチャード・ブレナーがハマダ、ノイスタッター、カイケンダルに加わってプロジェクトを監督することが発表された。2016年4月22日、フクナガ版のペニーワイズ役に当初決まっていたウィル・ポールターがスケジュールの都合で降板し、幹部が敵役を演じる俳優と打ち合わせをしていることが示された。2016年4月22日、ニューライン・シネマは、本作の公開を2017年9月8日に設定した。
「ポールターは素晴らしい選択肢次のようになります言及ポールターはペニーワイズの役割のためのミックスにまだあった間、彼は、それが彼のビジョンについて話した特徴2015年10月30日には、Muschiettiはバラエティでインタビューを受けました。私にとって、彼は私のリストの一番上にいます。」 彼は来年の夏が彼らが撮影を始める時期であることを確認した。映画の前半で主役を演じる子供たちと一緒に仕事をする時間を与えるために、夏の間にそれを撮影することが決定されました。ムスキエティは続けて「王は50年代のテロの図像を描写した」と述べ、「再発見し、更新する」ために今や全世界が存在すると感じていると付け加えた。彼は、ミイラや狼男はいないだろうし、「恐怖はもっと驚くべきものになるだろう」と言った。  2016年2月19日、 DICEサミット2016でプロデューサーのロイ・リーは、福永とチェイス・パーマーのオリジナルの脚本が書き直されたことを確認し、リーは次のように述べています。カリフォルニア州の税額控除を受けたばかりで、ドーバーマンがムセッティと協力して最新のドラフトを書いたので、2本の映画として想定されています。」 
2016年5月5日、コライダーとのインタビューで、デヴィッドカイガニッチは、彼の元の脚本のドラフトがドーバーマンとムスキエティによって使用されるかどうかについて不確実性を表明し 、作家は次のように述べています。彼が以前のドラフトのいずれかに戻るのか、最初から書くのか、自分自身を知りません。映画が出るまでわからないかもしれません。それがどのように機能するのかわかりません！わかったら教えてください。」 
2016年6月2日、ジェイデン・リーバハーが主役の主人公ビル・デンブロウを演じることが決定した。2016年6月2日、ビル・スカルスガルドがペニーワイズ役で出演するための最終交渉に入ったと報じられた。

## 公開
2017年9月4日にイギリス・ロンドンのBFIサウスバンクでプレビューとして上映された後、2017年9月5日にカリフォルニア州ハリウッドのグローマンズ・チャイニーズ・シアターでプレミア上映された。9月7日にロシア、オランダなどのヨーロッパ諸国、イスラエル、アラブ首長国連邦などの中東諸国、ブラジル、パナマなどの中南米諸国、オーストラリア、ニュージーランドなど28カ国、9月8日にイギリスなど15カ国、さらに北米などのヨーロッパ諸国、アジア諸国で公開された。
日本での映画公開は11月3日で字幕版のみで公開され、吹き替え版はセルレンタルリリース時に初収録となった。

## 評価

### 興行成績
製作費3,500万ドルに対し、アメリカ・カナダで3億2,880万ドル、その他の地域で3億7,300万ドル、全世界合計で7億1,080万ドルの興行収入を記録した。オープニング週末の全世界での興行収入1億2,340万ドルは、アメリカとカナダでの歴代興行収入の29位となった。

### 批評家のレビュー
演技、演出、脚本、撮影、音楽の各分野で高く評価されている。Rotten Tomatoesでは、374件のレビューから86％の支持を得て、平均評価は7.24/10となっている。Rotten Tomatoesの批評では、「演技力が高く、恐ろしく、感情に訴えるストーリーが核となっている。この作品は、スティーブン・キングの古典的なストーリーの恐怖を、その心を失うことなく増幅させている」と評価されている。Metacriticの評価では、49人の批評家による加重平均点が100点満点中69点となっており、「おおむね良好な評価」となっている。また、CinemaScoreの調査では、A+からFまでの評価で平均「B+」を獲得した。

## テレビ放送
| 回数 | 放送局     | 放送枠           | 放送形態 | 放送日        | 放送時間（JST） | 放送分数 | 平均世帯 視聴率 | 備考                                                                                        |
| ---- | ---------- | ---------------- | -------- | ------------- | --------------- | -------- | --------------- | ------------------------------------------------------------------------------------------- |
| 1    | 日本テレビ | 金曜ロードSHOW！ |          | 2019年11月8日 | 21:00-23:09     | 129分    | 9.7%            | 地上波初放送。 放送枠15分拡大。 本作はR15指定で劇場公開されたものをテレビ用に編集して放送。 |

## スピンオフ
『Welcome to Derry』
全3シーズンで展開される作品。映画シリーズと同じ米メイン州の田舎町デリーが舞台で、時代設定はシーズン1で1962年、シーズン2で1935年、シーズン3で1908年と27年ごとに遡っていく形となる。映画版に繋がるペニーワイズのオリジンを描く。
2022年3月30日、『IT/イット』2部作の前日譚ドラマが米HBO Maxにて企画されていることが発表された。2022年11月10日、今作の共同ショーランナーがブラッド・ケイレブ・ケインとジェイソン・フックスであることが決定した。2023年12月7日、2024年以降の米Max配信作品を紹介するラインナップ映像にて、初映像が公開された。